# 어쩌면 좋아
《어쩌면 좋아》는 2001년 4월 1일부터 2002년 1월 27일까지 방영된 문화방송 일요아침드라마이다. 하숙집을 중심으로 펼쳐지는 세대간, 가족간, 이웃간의 사랑과 갈등 관계를 다양하게 조명한 홈 드라마다.

## 등장 인물

### 주요 인물
- 박영규: 구석기(48세) 역 - 외로운 홀아비
- 김자옥: 공희주(45세) 역 - 하숙집 주인
- 이태란: 유리(25세) 역 - 공희주의 첫째 딸
- 김사랑: 유진(22세) 역 - 공희주의 둘째 딸, 전문대 의상학과 2학년
- 유준상: 나기찬(27세) 역 - 신생 결혼정보회사 직원
- 이재황: 강수(25세) 역 - 유리의 초등학교 동창
- 강석우: 공병대(42세) 역 - 공희주의 동생
- 박성미: 춘화 역 - 공병대의 아내
- 김석: 찬우 역 - 공병대의 아들

### 그 외 인물
- 정기성: 인호 역
- 강래연: 현아 역
- 도이성
- 김일웅
- 김상엽
- 맹상훈: 길동 역
- 양현태: 정묵 역
- 이지수
- 조명진
- 조재혁
- 홍은희
- 최영미
- 홍진희: 팀장 역
- 강용석
- 고정민
- 윤희주
- 최세환
- 권인선
- 박형선
- 홍수현: 예진 역
- 한미진: 정은주 역
- 한미진
- 이세은
- 문회원
- 김선화
- 문보연
- 송재윤
- 송성희
- 신신애: 미용실 사람 역
- 전원주
- 송일국
- 김세환
- 손민우
- 고용화
- 서춘화
- 윤순홍
- 이상숙
- 염재욱
- 신동미

## 방영 목록
| 2001년 | 2001년    | 2001년                        |
| 회차   | 방영일    | 부제                          |
| ------ | --------- | ----------------------------- |
| 제1회  | 4월 1일   | 사랑의 예감                   |
| 제2회  | 4월 8일   | 장밋빛 인생                   |
| 제3회  | 4월 15일  | 적과의 동거                   |
| 제4회  | 4월 22일  | 백수의 봄                     |
| 제5회  | 4월 29일  | 굳세어라 유리야               |
| 제6회  | 5월 6일   | 내 생에 단 한번               |
| 제7회  | 5월 13일  | 쉘 위 댄스                    |
| 제8회  | 5월 20일  | 그 남자의 사생활              |
| 제9회  | 5월 27일  | 용서받지 못할 관계?           |
| 제10회 | 6월 3일   | 사랑과 전쟁                   |
| 제11회 | 6월 10일  | 엄마는 외출증                 |
| 제12회 | 6월 17일  | 고개 숙인 남자                |
| 제13회 | 6월 24일  | 술 먹지 맙시다                |
| 제14회 | 7월 1일   | 남과 여                       |
| 제15회 | 7월 8일   | 양다리 걸치기                 |
| 제16회 | 7월 15일  | 친구에게 애인 소개시켜주기    |
| 제17회 | 7월 22일  | 일요일은 참으세요             |
| 제18회 | 7월 29일  | 키스할까요?                   |
| 제19회 | 8월 5일   | 새 팀장 오던 날               |
| 제20회 | 8월 12일  | 안녕 내 사랑                  |
| 제21회 | 8월 19일  | 특명! 카사노바 결혼작전       |
| 제22회 | 8월 26일  | 아빠는 슈퍼맨                 |
| 제23회 | 9월 2일   | 박쥐와 왕따                   |
| 제24회 | 9월 9일   | 사랑은 아무나 하나            |
| 제25회 | 9월 16일  | 아직도 나를 사랑하고 있나요?  |
| 제26회 | 9월 23일  | 바람 불어 좋은 날             |
| 제27회 | 9월 30일  | 달빛보다 아름다운 그대        |
| 제28회 | 10월 7일  | 그대 있음에                   |
| 제29회 | 10월 14일 | 큐피트의 장난                 |
| 제30회 | 10월 21일 | 그들만의 오해                 |
| 제31회 | 11월 11일 | 권태기를 극복하는 귀여운 방법 |
| 제32회 | 11월 18일 | 그에게 너를 보낸다            |
| 제33회 | 11월 25일 | 그대만이 내 사랑!             |
| 제34회 | 12월 2일  | 내 마음 나도 모르게           |
| 제35회 | 12월 9일  | 그들의 하룻밤                 |
| 제36회 | 12월 16일 | 금지된 사랑                   |
| 제37회 | 12월 23일 | 크리스마스에 찾아온 손님      |
| 제38회 | 12월 30일 | 젊은 그들의 겨울              |
| 2002년 |           |                               |
| 제39회 | 1월 6일   | 그대가 나와 결혼을 해준다면   |
| 제40회 | 1월 13일  | 프로포즈 그 후                |
| 제41회 | 1월 27일  | 출생의 비밀                   |